# Hans Vonk
Johannes Adrianus Vonk, detto Hans (Alberton, 30 gennaio 1970) è un ex calciatore sudafricano con cittadinanza olandese, di ruolo portiere.

## Carriera

### Club
A livello di club ha giocato principalmente nell'Eredivisie, la massima serie olandese. Nell'estate del 2004 ha lasciato l'Heerenveen per l'Ajax, diventando il terzo portiere dietro a Maarten Stekelenburg e a Bogdan Lobonț. Nell'estate 2006 ha firmato un contratto di due anni con l'Ajax Cape Town, squadra sudafricana di cui è capitano.

### Nazionale
Ha totalizzato 43 partite con la nazionale sudafricana, a partire dal maggio 1998: è stato il  portiere della sua nazionale al campionato del mondo 1998, nonché il vice di Andre Arendse al campionato del mondo 2002.

## Statistiche

### Carriera di club
| Stagione | Club           | Nazione     | Serie          | Pres. | Reti |
| -------- | -------------- | ----------- | -------------- | ----- | ---- |
| 1988/89  | RKC Waalwijk   | Paesi Bassi | Eredivisie     | 24    | 0    |
| 1989/90  | RKC Waalwijk   | Paesi Bassi | Eredivisie     | 1     | 0    |
| 1990/91  | RKC Waalwijk   | Paesi Bassi | Eredivisie     | 0     | 0    |
| 1991/92  | FC Wageningen  | Paesi Bassi | Eerste Divisie | 33    | 0    |
| 1992/93  | FC Den Bosch   | Paesi Bassi | Eredivisie     | 34    | 0    |
| 1993/94  | RKC Waalwijk   | Paesi Bassi | Eredivisie     | 13    | 0    |
| 1994/95  | RKC Waalwijk   | Paesi Bassi | Eredivisie     | 34    | 0    |
| 1995/96  | RKC Waalwijk   | Paesi Bassi | Eredivisie     | 33    | 0    |
| 1996/97  | Heerenveen     | Paesi Bassi | Eredivisie     | 34    | 0    |
| 1997/98  | Heerenveen     | Paesi Bassi | Eredivisie     | 33    | 0    |
| 1998/99  | Heerenveen     | Paesi Bassi | Eredivisie     | 34    | 0    |
| 1999/00  | Heerenveen     | Paesi Bassi | Eredivisie     | 29    | 0    |
| 2000/01  | Heerenveen     | Paesi Bassi | Eredivisie     | 34    | 0    |
| 2001/02  | Heerenveen     | Paesi Bassi | Eredivisie     | 32    | 0    |
| 2002/03  | Heerenveen     | Paesi Bassi | Eredivisie     | 34    | 0    |
| 2003/04  | Heerenveen     | Paesi Bassi | Eredivisie     | 33    | 0    |
| 2004/05  | Ajax           | Paesi Bassi | Eredivisie     | 19    | 0    |
| 2005/06  | Ajax           | Paesi Bassi | Eredivisie     | 8     | 0    |
| 2006/07  | Ajax Cape Town | Sudafrica   | P.S.L.         | 29    | 0    |
| 2007/08  | Ajax Cape Town | Sudafrica   | P.S.L.         | 27    | 0    |
| 2008/09  | Heerenveen     | Paesi Bassi | Eredivisie     |       |      |
| Totale   |                |             |                | 518   | 0    |

### Cronologia presenze e reti in nazionale
| Cronologia completa delle presenze e delle reti in nazionale ― Sudafrica | Cronologia completa delle presenze e delle reti in nazionale ― Sudafrica | Cronologia completa delle presenze e delle reti in nazionale ― Sudafrica | Cronologia completa delle presenze e delle reti in nazionale ― Sudafrica | Cronologia completa delle presenze e delle reti in nazionale ― Sudafrica | Cronologia completa delle presenze e delle reti in nazionale ― Sudafrica | Cronologia completa delle presenze e delle reti in nazionale ― Sudafrica | Cronologia completa delle presenze e delle reti in nazionale ― Sudafrica |
| Data                                                                     | Città                                                                    | In casa                                                                  | Risultato                                                                | Ospiti                                                                   | Competizione                                                             | Reti                                                                     | Note                                                                     |
| ------------------------------------------------------------------------ | ------------------------------------------------------------------------ | ------------------------------------------------------------------------ | ------------------------------------------------------------------------ | ------------------------------------------------------------------------ | ------------------------------------------------------------------------ | ------------------------------------------------------------------------ | ------------------------------------------------------------------------ |
| 20-5-1998                                                                | Johannesburg                                                             | Sudafrica                                                                | 1 – 1                                                                    | Zambia                                                                   | Amichevole                                                               | -1                                                                       |                                                                          |
| 25-5-1998                                                                | Buenos Aires                                                             | Argentina                                                                | 2 – 0                                                                    | Sudafrica                                                                | Amichevole                                                               | -2                                                                       |                                                                          |
| 6-6-1998                                                                 | Baiersbronn                                                              | Sudafrica                                                                | 1 – 1                                                                    | Islanda                                                                  | Amichevole                                                               | -1                                                                       |                                                                          |
| 12-6-1998                                                                | Marsiglia                                                                | Francia                                                                  | 3 – 0                                                                    | Sudafrica                                                                | Mondiali 1998 - 1º turno                                                 | -3                                                                       |                                                                          |
| 18-6-1998                                                                | Tolosa                                                                   | Sudafrica                                                                | 1 – 1                                                                    | Danimarca                                                                | Mondiali 1998 - 1º turno                                                 | -1                                                                       |                                                                          |
| 24-6-1998                                                                | Bordeaux                                                                 | Sudafrica                                                                | 2 – 2                                                                    | Arabia Saudita                                                           | Mondiali 1998 - 1º turno                                                 | -2                                                                       |                                                                          |
| 16-12-1998                                                               | Johannesburg                                                             | Sudafrica                                                                | 2 – 1                                                                    | Egitto                                                                   | Amichevole                                                               | -1                                                                       |                                                                          |
| 23-1-1999                                                                | Curepipe                                                                 | Mauritius                                                                | 1 – 1                                                                    | Sudafrica                                                                | Qual. Coppa d'Africa 2000                                                | -1                                                                       |                                                                          |
| 27-2-1999                                                                | Mabopane                                                                 | Sudafrica                                                                | 4 – 1                                                                    | Gabon                                                                    | Qual. Coppa d'Africa 2000                                                | -1                                                                       |                                                                          |
| 28-4-1999                                                                | Copenaghen                                                               | Danimarca                                                                | 1 – 1                                                                    | Sudafrica                                                                | Amichevole                                                               | -1                                                                       |                                                                          |
| 5-6-1999                                                                 | Durban                                                                   | Sudafrica                                                                | 2 – 0                                                                    | Mauritius                                                                | Qual. Coppa d'Africa 2000                                                | -                                                                        |                                                                          |
| 16-6-1999                                                                | Johannesburg                                                             | Sudafrica                                                                | 0 – 1                                                                    | Zimbabwe                                                                 | Amichevole                                                               | -1                                                                       | 75’                                                                      |
| 20-6-1999                                                                | Luanda                                                                   | Angola                                                                   | 2 – 2                                                                    | Sudafrica                                                                | Qual. Coppa d'Africa 2000                                                | -2                                                                       |                                                                          |
| 2-2-2000                                                                 | Kumasi                                                                   | Sudafrica                                                                | 1 – 1                                                                    | Algeria                                                                  | Coppa d'Africa 2000 - 1º turno                                           | -1                                                                       |                                                                          |
| 7-10-2000                                                                | Johannesburg                                                             | Sudafrica                                                                | 0 – 0                                                                    | Francia                                                                  | Amichevole                                                               | -                                                                        |                                                                          |
| 24-3-2001                                                                | Port Elizabeth                                                           | Sudafrica                                                                | 3 – 0                                                                    | Mauritius                                                                | Qual. Mondiali 2002                                                      | -                                                                        |                                                                          |
| 25-4-2001                                                                | Perugia                                                                  | Italia                                                                   | 1 – 0                                                                    | Sudafrica                                                                | Amichevole                                                               | -1                                                                       |                                                                          |
| 5-5-2001                                                                 | Johannesburg                                                             | Sudafrica                                                                | 2 – 1                                                                    | Zimbabwe                                                                 | Qual. Mondiali 2002                                                      | -1                                                                       | 51’                                                                      |
| 1-7-2001                                                                 | Ouagadougou                                                              | Burkina Faso                                                             | 1 – 1                                                                    | Sudafrica                                                                | Qual. Mondiali 2002                                                      | -1                                                                       |                                                                          |
| 15-8-2001                                                                | Stoccolma                                                                | Svezia                                                                   | 3 – 0                                                                    | Sudafrica                                                                | Amichevole                                                               | -3                                                                       |                                                                          |
| 10-11-2001                                                               | Johannesburg                                                             | Sudafrica                                                                | 1 – 0                                                                    | Egitto                                                                   | Amichevole                                                               | -                                                                        |                                                                          |
| 15-1-2002                                                                | Mahikeng                                                                 | Sudafrica                                                                | 1 – 0                                                                    | Angola                                                                   | Amichevole                                                               | -                                                                        | 46’                                                                      |
| 20-1-2002                                                                | Ségou                                                                    | Burkina Faso                                                             | 0 – 0                                                                    | Sudafrica                                                                | Coppa d'Africa 2002 - 1º turno                                           | -                                                                        |                                                                          |
| 24-1-2002                                                                | Ségou                                                                    | Ghana                                                                    | 0 – 0                                                                    | Sudafrica                                                                | Coppa d'Africa 2002 - 1º turno                                           | -                                                                        |                                                                          |
| 30-1-2002                                                                | Ségou                                                                    | Sudafrica                                                                | 3 – 1                                                                    | Marocco                                                                  | Coppa d'Africa 2002 - 1º turno                                           | -1                                                                       |                                                                          |
| 3-2-2002                                                                 | Kayes                                                                    | Mali                                                                     | 2 – 0                                                                    | Sudafrica                                                                | Coppa d'Africa 2002 - Quarti di finale                                   | -2                                                                       |                                                                          |
| 27-3-2002                                                                | Tbilisi                                                                  | Georgia                                                                  | 4 – 1                                                                    | Sudafrica                                                                | Amichevole                                                               | -4                                                                       |                                                                          |
| 12-5-2002                                                                | Durban                                                                   | Sudafrica                                                                | 1 – 0                                                                    | Madagascar                                                               | Amichevole                                                               | -                                                                        | 46’                                                                      |
| 20-5-2002                                                                | Hong Kong                                                                | Sudafrica                                                                | 2 – 0                                                                    | Scozia                                                                   | Amichevole                                                               | -                                                                        |                                                                          |
| 30-3-2004                                                                | Londra                                                                   | Australia                                                                | 1 – 0                                                                    | Sudafrica                                                                | Amichevole                                                               | -1                                                                       |                                                                          |
| 5-6-2004                                                                 | Bloemfontein                                                             | Sudafrica                                                                | 2 – 1                                                                    | Capo Verde                                                               | Qual. Mondiali 2006                                                      | -1                                                                       |                                                                          |
| 3-7-2004                                                                 | Johannesburg                                                             | Sudafrica                                                                | 2 – 0                                                                    | Burkina Faso                                                             | Qual. Mondiali 2006                                                      | -                                                                        |                                                                          |
| 18-8-2004                                                                | Tunisi                                                                   | Tunisia                                                                  | 0 – 2                                                                    | Sudafrica                                                                | Amichevole                                                               | -                                                                        | 46’                                                                      |
| 5-9-2004                                                                 | Kinshasa                                                                 | RD del Congo                                                             | 1 – 0                                                                    | Sudafrica                                                                | Qual. Mondiali 2006                                                      | -1                                                                       |                                                                          |
| 10-10-2004                                                               | Kampala                                                                  | Uganda                                                                   | 0 – 1                                                                    | Sudafrica                                                                | Qual. Mondiali 2006                                                      | -                                                                        |                                                                          |
| 17-11-2004                                                               | Johannesburg                                                             | Sudafrica                                                                | 2 – 1                                                                    | Nigeria                                                                  | Amichevole                                                               | -1                                                                       |                                                                          |
| 26-3-2005                                                                | Johannesburg                                                             | Sudafrica                                                                | 2 – 1                                                                    | Uganda                                                                   | Qual. Mondiali 2006                                                      | -1                                                                       |                                                                          |
| 4-6-2005                                                                 | Praia                                                                    | Capo Verde                                                               | 1 – 2                                                                    | Sudafrica                                                                | Qual. Mondiali 2006                                                      | -1                                                                       | 83’                                                                      |
| 17-8-2005                                                                | Reykjavík                                                                | Islanda                                                                  | 4 – 1                                                                    | Sudafrica                                                                | Amichevole                                                               | -4                                                                       |                                                                          |
| 3-9-2005                                                                 | Ouagadougou                                                              | Burkina Faso                                                             | 3 – 1                                                                    | Sudafrica                                                                | Qual. Mondiali 2006                                                      | -3                                                                       |                                                                          |
| 7-9-2005                                                                 | Brema                                                                    | Germania                                                                 | 4 – 2                                                                    | Sudafrica                                                                | Amichevole                                                               | -4                                                                       |                                                                          |
| 8-10-2005                                                                | Durban                                                                   | Sudafrica                                                                | 2 – 2                                                                    | RD del Congo                                                             | Qual. Mondiali 2006                                                      | -2                                                                       |                                                                          |
| 12-11-2005                                                               | Port Elizabeth                                                           | Sudafrica                                                                | 2 – 3                                                                    | Senegal                                                                  | Amichevole                                                               | -2                                                                       | 59’                                                                      |
| Totale                                                                   |                                                                          | Presenze                                                                 | 43                                                                       |                                                                          | Reti                                                                     | -52                                                                      |                                                                          |

## Palmarès

### Club
- Supercoppa dei Paesi Bassi: 1

Ajax: 2005
- Coppa dei Paesi Bassi: 2

Ajax: 2005-2006
Heerenveen: 2008-2009
- Coppa del Sudafrica: 1

Ajax Cape Town: 2007